# 幸福航空
幸福航空，是中国大陆的一家已停航的航空公司。2008年由中国航空工业集团和东方航空合资成立，创立时为總部位於西安的支线航空公司。2015年，幸福航空与奥凯航空支线业务合并。2025年4月27日晚间官网发布声明，4月28日起停止售票。

## 簡介
2008年3月，为支持国产支线飞机的市场运营，飞机制造商中国航空工业第一集团公司和中国东方航空股份有限公司共同出资成立幸福航空有限责任公司，注册资本金为10亿元人民币，二者分别现金出资6亿元，占比60%；4亿元，占比40%。董事长由中国一航公司党组成员、副总经理胡问鸣担任。主要飞机为中国一航下属西飞生产的新舟60，並於2009年8月15日實現首航。
2016年，经奥凯航空有限公司与中航工业集团同意，奥凯航空和幸福航空整合支线业务，组建新的幸福航空有限责任公司，沿用幸福航空的企业注册名。6月，合并后的幸福航空将基地机场由西安咸阳国际机场变更为天津滨海国际机场。公司由新组建的幸福奥凯航空管理有限公司全资控股，从10月30日起，奥凯航空新舟60支线业务合并到新的幸福航空运行。10月28日举行了幸福航空承运人运营合格证颁证仪式，成为新舟在国内目前唯一的公共运输承运人。
2018年11月，陕西省、西安市与中国航空工业集团签署协议，由西安市国资企业西安航投牵头对幸福航空进行重组，成为幸福航空控股股东。西安市国资成為最大股東，佔65%，而中航工業集團仍佔24%權益。12月引入首架波音737-800飞机，支干协同运营。
2020年12月14日，幸福航空有限责任公司申请变更主运营基地机场已经民航华北、西北地区管理局初审，由天津滨海国际机场变更为西安咸阳国际机场。
2025年4月27日晚间，幸福航空官网发布《关于幸福航空官网及微官网不正常航班延误证明暂停的通知》，称网站近期进行优化升级，暂停在线开具不正常航班延误功能，随后撤下通知。4月28日起停航，部分员工被通知28日不用到公司上班。

## 标志
幸福航空的标志由5个莲花的花瓣、“幸福航空”和“Joyair”中英文字样组成。整个标志也可以看作是一只头向西部飞翔的鸟。

## 机队

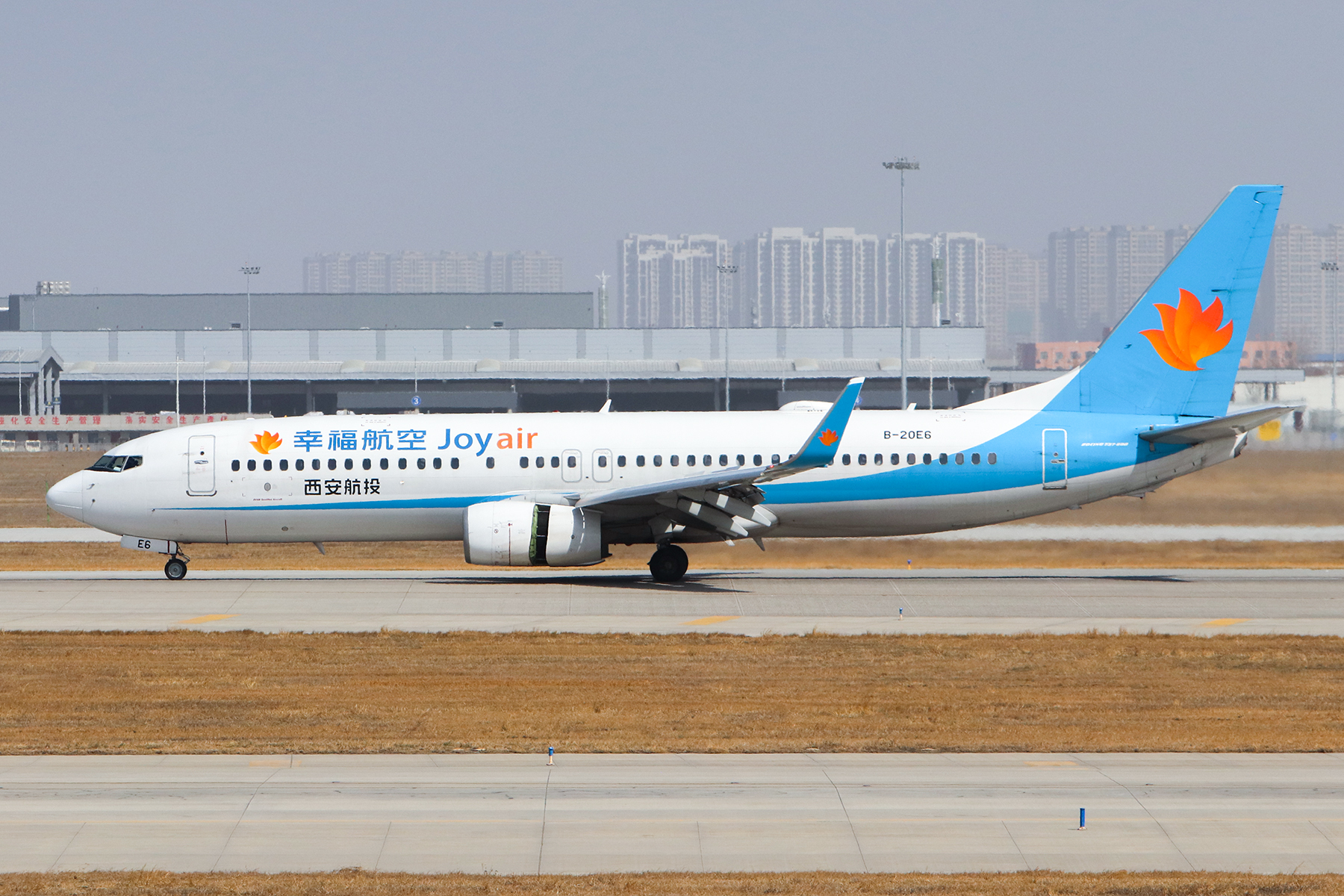
幸福航空的波音737-800客机于郑州新郑国际机场

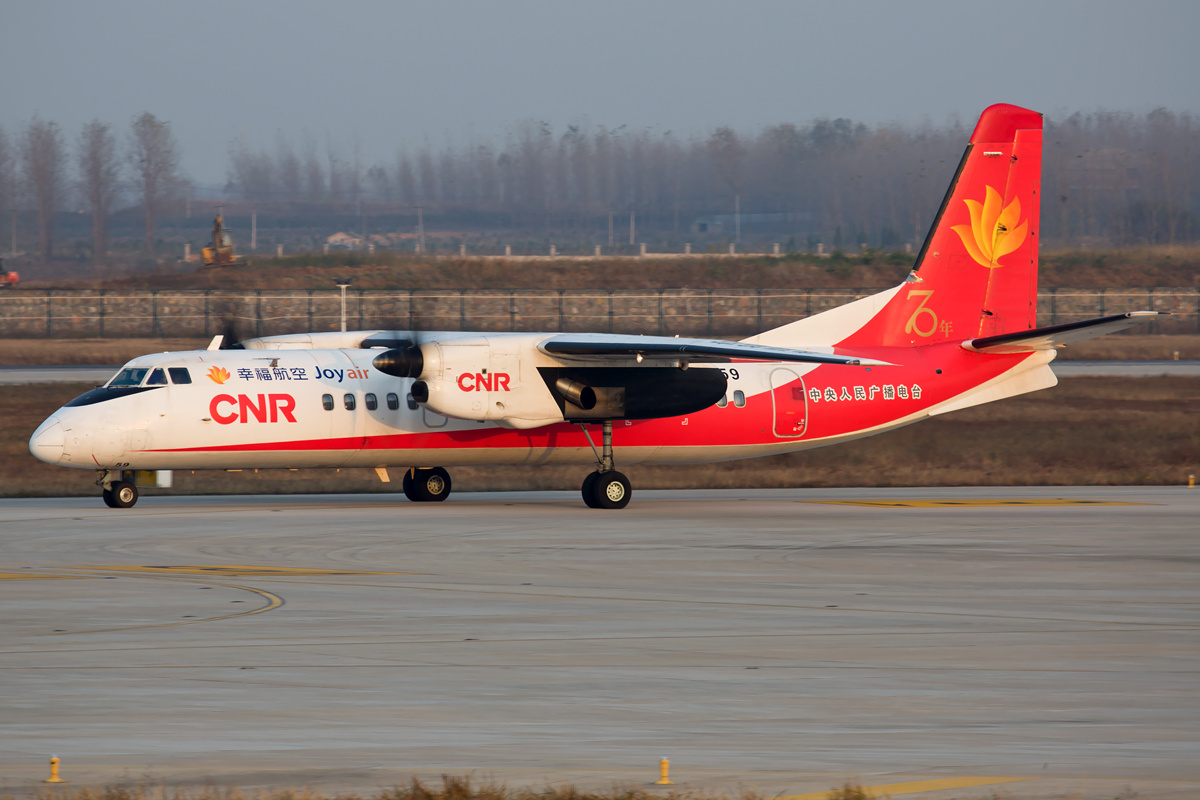
幸福航空的新舟60客机于合肥新桥国际机场

幸福航空截至停航前实际运行1架波音737-800和1架新舟60飞机，官网显示拥有下列飞机：

## 航点
2014年夏秋航季航点：共18个
- 西安
- 太原
- 银川
- 合肥
- 克拉玛依
- 阿勒泰
- 博乐
- 南昌
- 郑州
- 武汉
- 福州
- 榆林
- 天水
- 运城
- 固原
- 襄阳
- 黄山
- 舟山
- 义乌
- 额济纳旗
- 阿拉善左旗

## 事件

### 飞行事故
- 2014年2月4日，由太原經鄭州飛往合肥的幸福航空1533號班機（新舟60，編號B-3455）在鄭州新鄭國際機場落地滑跑過程中，前起落架突然收起，導致機頭觸地，機上無人傷亡。[10]
- 2014年12月11日下午，幸福航空公司一架航班号为JR1518、从银川起飞经停榆林到太原的MA60(新舟60)客机，在飞抵榆林机场上空时，因起落架故障在空中盘旋90多分钟后，最终成功安全着陆，包括机组人员在内的45名人员无一受伤。[11]
- 2015年5月10日幸福航空一架新舟60飛機（編號B-3476）於福州長樂國際機場降落時失控，衝出跑道，機翼折斷，事故造成7人受傷。

### 经营状况连年不佳
幸福航空的经营困境已存在多年，新舟60飞机利用率低、故障率较高，市场接受程度不高，因此幸福航空成本居高不下，收入提升比较困难。支线航空投资回报周期长，运营负担也重，依赖市场补贴，但是民航支线补贴向大型航司倾斜，小型航司仅能分得少量资金。而且疫情后地方财政紧张，部分补贴未能兑现，加剧现金流压力。
2015年9月，中国东航转让其所持有的幸福航空5%股权时曾披露，幸福航空2014年营收1.75亿元，净亏损1.52亿元；总资产9.66亿元，负债10.7亿元，资产负债率高达110%，资不抵债。
2023年7月，幸福航空控股申请破产重整。
2024年末，幸福航空传出长期欠薪的消息，有员工指公司每半年才发一次工资，更有空服员和机师被迫靠送外卖、开网约车维持生计。在幸福航空收到的“裁判文书”中，高达69条都是劳动争议。2025年4月底部分员工被通知不用到公司上班。
2024年3月和9月，幸福航空3次被冻结股权，股权数额合计3000万。2025年1月至4月，幸福航空先后8次被列为被执行人，执行标的最高达1.24亿元。2024年7月和2025年3月，在天津滨海国际机场、元翔（福州）国际航空港的申请下，幸福航空被实施限制消费令。